# Eugalta flavorbitalis
Eugalta flavorbitalis är en stekelart som beskrevs av Gupta 1980. Eugalta flavorbitalis ingår i släktet Eugalta och familjen brokparasitsteklar. Inga underarter finns listade i Catalogue of Life.